# Legends (canción)
«Legends» es una canción de pop rock interpretada por la banda estadounidense Sleeping with Sirens y lanzada como primer sencillo de su quinto álbum de estudio Gossip. La canción fue lanzada como sencillo en descarga digital y streaming el 17 de julio de 2017.

## Antecedentes
«Legends» es la primera canción que los músicos crearon para el quinto álbum. En las letras también escribió el productor musical junto con el vocalista Kellin Quinn  y junto con el productor David Bendeth. La canción se lanzó oficialmente el 14 de julio de 2017, junto con un vídeo musical. «Legends» fue el 17 de julio de 2017, dentro de la cuarta alternativa Press Music Awards estrenada, la cinta de un coro de niños fue apoyada.
«Legends» es la primera canción de la banda que Airplay pudo alcanzar en la radio principal alemana. Se escucho entre otros en Bayern 3, Bremen Four y RPR1.

## Presentaciones
"Legends" se utilizó como el himno oficial de Team USA para los Juegos Olímpicos de Pieonchang 2018. Se contacto con el Comité Olímpico Nacional provino de Benji y Joel Madden de Good Charlotte, quienes vieron un gran potencial para el éxito en la obra. Inicialmente, se planeó realizar la canción en otros deportes populares, como Wrestling.